# Papa Leone III
Leone III (Roma, 750 – Roma, 12 giugno 816) è stato il 96º papa della Chiesa cattolica dal 26 dicembre 795 fino alla sua morte.

## Biografia
Poco si sa della sua vita precedente all'elezione al Soglio pontificio. Nato e cresciuto a Roma, prete di origine modesta e privo di appoggi fra le grandi famiglie romane, maturò notevoli esperienze negli uffici lateranensi. Al momento della sua elezione era cardinale prete di Santa Susanna. Fu eletto pontefice all'unanimità il 26 dicembre 795, giorno in cui il suo predecessore, papa Adriano I, veniva sepolto, e fu consacrato il giorno successivo.

### Rapporti con i Franchi
Il suo primo atto fu di comunicare la propria elezione al re dei Franchi Carlo Magno, recapitandogli le chiavi della Tomba di Pietro (a simboleggiare la conferma del ruolo del re come custode della religione) e lo stendardo di Roma (simbolo politico con il quale Carlo Magno veniva riconosciuto difensore armato della fede). In Carlo si compendiava dunque tutto il potere politico, sempre però nell'ambito della protezione della Mater Ecclesia, mentre al papa rimaneva tutto il potere religioso. Ma in questo modo il potere di Carlo Magno rientrava comunque nella supremazia della Chiesa, mentre il re dei Franchi vedeva le cose esattamente all'opposto: una Chiesa che si riconosceva figlia dell'autorità politica e religiosa unificata nella persona del sovrano. 
E in questo senso replicò al pontefice, dichiarando che era sua funzione difendere la Chiesa, mentre compito del papa, in quanto primo tra i vescovi, era quello di pregare per il regno e per la vittoria dell'esercito. Carlo Magno era assolutamente convinto di questa suddivisione dei ruoli e di essere lui (tranne che in campo teologico) il responsabile della gestione della Chiesa, e lo dimostrò con le continue interferenze in campo ecclesiastico. Il papa, del resto, non aveva il polso del predecessore per opporsi alla pretese del re.

### L'attentato del 799 e le sue conseguenze
Il 25 aprile 799 Leone III subì un attentato ordito dai nobili romani Pascale, nipote di papa Adriano I, e Campolo, primicerio, che volevano eliminare Leone e far eleggere al Soglio Pontificio un membro della loro fazione. 
((FR)  Léon Homo, De la Rome païenne à la Rome chrétienne, Paris, Robert Laffont, 1950, p. 314.)
L'attentato fu sventato grazie all'intervento del duca di Spoleto, protetto dai missi dominici di Carlo Magno. Non sentendosi più al sicuro, Leone III si trasferì temporaneamente, con un seguito di 200 persone, a Paderborn, in Vestfalia, ove si trovava lo stesso Carlo Magno. Vi trascorse circa un mese. Non esistono testimonianze dei colloqui di Paderborn tra il papa e Carlo Magno, ma gli avvenimenti successivi ne fanno intuire i contenuti.
Giungevano da Roma rappresentanti dell'opposizione e notizie che in parte sembravano confermare le accuse mosse al papa dai congiurati. Carlo Magno si consultò con il teologo e consigliere Alcuino di York il quale, preso atto delle accuse e dei sospetti contro il papa, suggerì comunque al re un atteggiamento di estrema prudenza: nessun potere terreno poteva giudicare il papa (prima sedes a nemine iudicatur) e una sua eventuale deposizione poteva risultare particolarmente dannosa per chi la disponeva e comportare un pesante discredito per l'intera Chiesa cristiana; «… in voi è riposta la salvezza della cristianità», scriveva al re.
Scortato da vescovi e nobili franchi, Leone rientrò a Roma il 29 novembre 799, accolto trionfalmente (la diplomazia franca si era infatti mossa a Roma in modo da mettere in minoranza l'opposizione, e la mancata collaborazione di Carlo Magno fu, in parte, una sorpresa per gli attentatori). Il papa ritornò sul sacro Soglio, mentre i vescovi della scorta che lo aveva accompagnato raccolsero documenti e testimonianze sulle accuse, che inviarono a Carlo Magno insieme ai responsabili dell'aggressione al pontefice.

#### La visita di Carlo Magno a Roma e l'incoronazione imperiale
L'attentato subito dal pontefice, che era comunque segno di un clima di inquietudine a Roma, non poteva però essere lasciato impunito (Carlo era pur sempre investito del titolo di Patricius Romanorum), e nella riunione annuale tenuta nell'agosto dell'800 a Magonza con i grandi del regno comunicò la sua intenzione di scendere in Italia.
Ufficialmente la venuta a Roma di Carlo Magno nel novembre dell'800 aveva lo scopo di dipanare la questione tra il papa e gli eredi di Adriano I, che accusavano il pontefice di essere assolutamente inadatto alla tiara pontificia, in quanto "uomo dissoluto". Aveva con sé il figlio Carlo il Giovane, un vasto seguito di alti prelati e armati, e riportava indietro anche i responsabili dell'attentato al papa, tra cui gli stessi Pascale e Campolo; il 23 novembre Leone gli andò incontro a Mentana, a una ventina di chilometri dalla città, anche lui con un folto seguito di popolo e clero, ed entrarono solennemente in città. Le accuse (e le prove) si rivelarono presto difficili da confutare, e Carlo Magno si trovò in estremo imbarazzo, ma non poteva certo lasciare che si diffamasse e si mettesse in discussione il capo della cristianità. 
Il 1º dicembre il re convocò in San Pietro cittadini, nobili e clero franco e romano (una via di mezzo tra un tribunale e un concilio) per comunicare che avrebbe provveduto a ristabilire l'ordine e appurare la verità. Il dibattito si protrasse per tre settimane; se è pur vero che la posizione del papa non sembrava uscirne in modo limpido, gli accusatori non furono in grado di produrre prove concrete e, alla fine, basandosi su principi (erroneamente) attribuiti a papa Simmaco (inizio del VI secolo), s'impose la posizione già espressa da Alcuino di York (che aveva preferito non partecipare al viaggio a Roma): il pontefice, massima autorità in materia di morale cristiana, così come di fede, in quanto rappresentante di Dio che giudica tutti gli uomini, non può essere giudicato dagli uomini. 
Ma questo non significava assoluzione e Leone scelse (o forse la mossa era già stata decisa a Paderborn) di sottoporsi a un giuramento. Il 23 dicembre, davanti a Carlo Magno e a una folla immensa, Leone III giurò sul Vangelo e, chiamando Dio a testimone, l'innocenza per i crimini e le colpe di cui era accusato. Era sufficiente a stabilire l'estraneità del papa alle accuse mossegli e a riconoscerlo legittimo titolare del Soglio pontificio; la diretta e immediata conseguenza fu che Pascale e Campolo vennero riconosciuti colpevoli del reato di lesa maestà e condannati a morte. Per intercessione dello stesso Leone, che temeva gli effetti di una nuova ostilità nel caso fosse stata eseguita, la pena venne commutata nell'esilio.

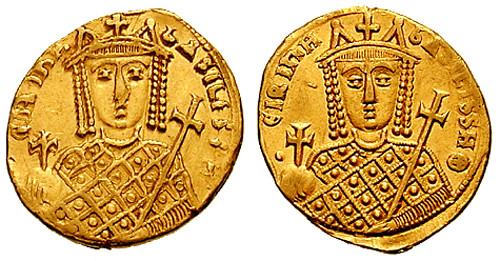
La basilissa d'Oriente

Nel 797 sul trono dell'Impero bizantino, di fatto unico e legittimo discendente dell'Impero romano, salì Irene d'Atene, che si proclamò basilissa dei Romei (imperatrice dei Romani). Il fatto che il trono "romano" fosse occupato da una donna spinse il papa a considerare il trono "romano" vacante. Irene fu la prima donna ad avere il pieno potere sull'Impero bizantino e, per rimarcare ciò, assunse anche il titolo imperiale maschile di basileus dei Romei, cioè "imperatore dei Romani".

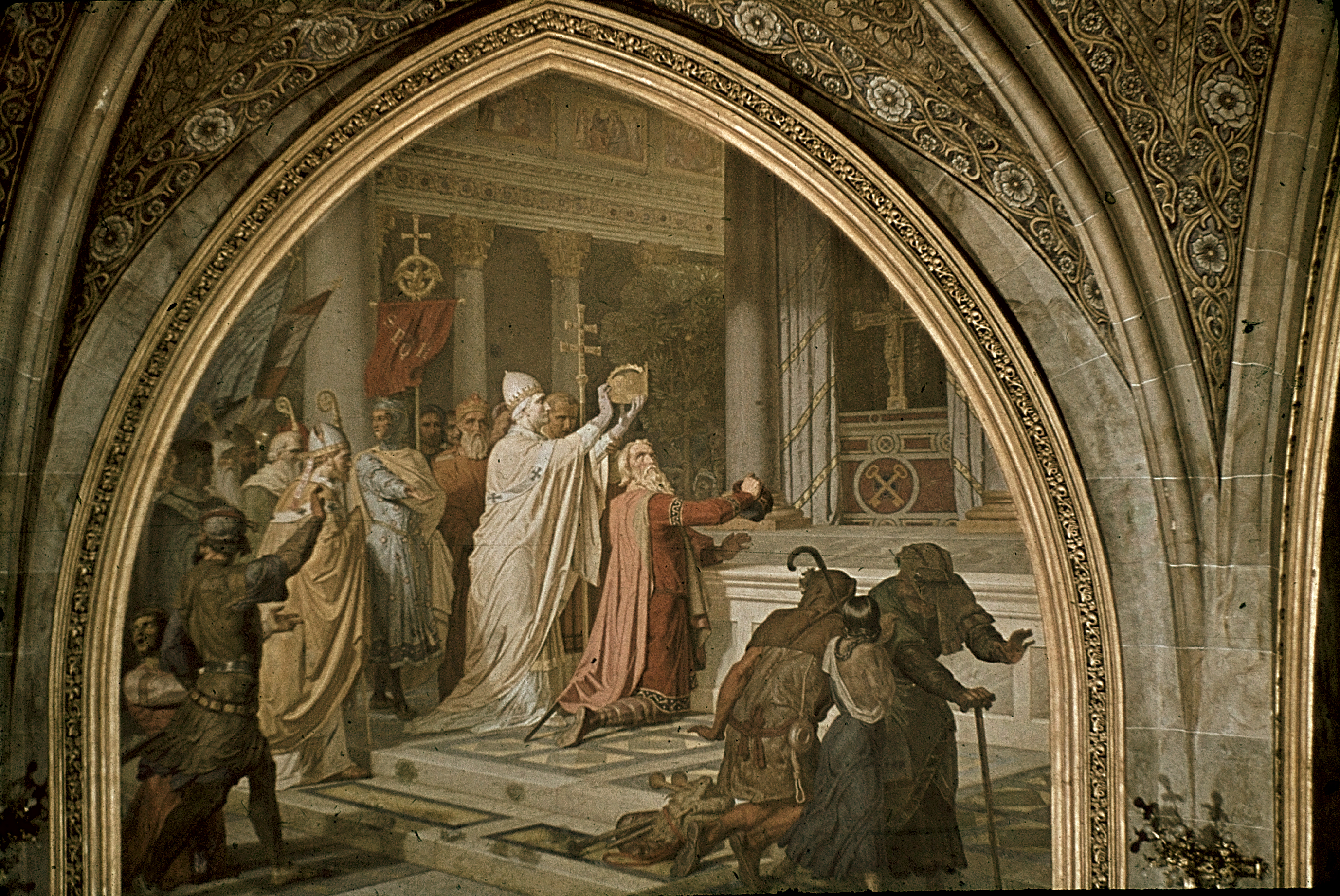
Papa Leone III incorona Carlo Magno.

Il giorno dopo, al termine delle funzioni della notte di Natale a cui Carlo Magno stava partecipando nella Basilica di San Pietro, il papa gli pose sul capo una corona d'oro consacrandolo imperatore cristiano e pronunciando queste parole: «A Carlo piissimo augusto, coronato da Dio, grande e pacifico imperatore dei Romani, vita e vittoria!». Carlo Magno ricevette il titolo secondo l'uso praticato a Costantinopoli, cioè mediante l'acclamatio del popolo. Tuttora non è chiara la paternità dell'iniziativa (e il problema non appare risolvibile), i cui particolari sembra però probabile che siano stati definiti durante i colloqui riservati a Paderborn e, forse, anche dietro suggerimento di Alcuino: l'incoronazione poteva infatti essere il prezzo che il papa doveva pagare a Carlo per l'assoluzione dalle accuse che gli erano state rivolte. Secondo un'altra interpretazione (P. Brezzi), la paternità della proposta sarebbe da attribuire a un'assemblea delle autorità romane, che fu comunque accolta (ma pare senza molto entusiasmo) sia da Carlo Magno che dal papa; in tal caso il pontefice sarebbe stato l'"esecutore" della volontà del popolo romano di cui era il vescovo. 
Occorre però precisare in proposito che le uniche fonti storiche sui fatti di quei giorni sono di estrazione franca ed ecclesiastica e per ovvi motivi tendono entrambe a limitare o falsare l'interferenza del popolo romano nell'avvenimento. È certo tuttavia che con l'atto d'incoronazione la Chiesa di Roma si presentava come l'unica autorità capace di legittimare il potere civile attribuendogli una funzione sacrale, ma è altrettanto vero che, di conseguenza, la posizione dell'imperatore diventava di guida anche negli affari interni della Chiesa, con un rafforzamento del ruolo teocratico del suo governo. E comunque bisogna riconoscere che con quel solo gesto Leone, per il resto figura non particolarmente eccelsa, legò indissolubilmente i Franchi a Roma, spezzò il legame con l'impero bizantino, che non era più l'unico erede dell'Impero romano, esaudì forse le aspirazioni del popolo romano e stabilì il precedente storico dell'assoluta supremazia del papa sui poteri terreni. La nascita di un nuovo Impero d'Occidente non fu ben accolta dall'Impero d'Oriente, che tuttavia non aveva i mezzi per intervenire. L'imperatrice Irene dovette assistere impotente a ciò che stava avvenendo a Roma; ella si rifiutò sempre di riconoscere il titolo di imperatore a Carlo Magno, considerando l'incoronazione di Carlo Magno a opera del papa un atto di usurpazione di potere.
Con l'occasione della visita a Roma il figlio di Carlo, Pipino, fu incoronato re d'Italia e in tal modo la vecchia questione dei territori che avrebbero dovuto essere restituiti alla Chiesa, secondo l'impegno solennemente sottoscritto tra lo stesso Carlo Magno e da papa Adriano I, e mai rispettato, continuò a rimanere in sospeso. Nessun documento riferisce sulle motivazioni e le decisioni assunte in una successiva visita di papa Leone all'imperatore nell'804.
Alla morte di Carlo Magno, avvenuta nell'814, la fazione antipapale degli esiliati Pascale e Campolo si rifece viva, progettando un nuovo attentato contro la vita del papa, ma questa volta i responsabili furono scoperti ed immediatamente processati e giustiziati. Il nuovo imperatore Ludovico mandò a Roma il re d'Italia Bernardo, figlio del defunto re Pipino, per svolgere indagini e risolvere il problema, che costui chiuse definitivamente sedando ulteriori disordini. La situazione venne affidata al duca Guinigisio I di Spoleto, che s'insediò in città con le sue truppe ed eseguì nuove condanne capitali. Tuttavia le fonti sono incerte per questi anni e per i complicati frangenti del primo scorcio del IX secolo.

### Questioni ecclesiastiche e teologiche
Già nel 798 Carlo Magno aveva compiuto un atto con il quale estendeva il suo ruolo di guida all'ambito ecclesiastico assumendosi alcune prerogative del pontefice. Inviò infatti un'ambasceria a Roma con l'incarico di presentare al papa il piano di riorganizzazione ecclesiastica della Baviera, con l'innalzamento della diocesi di Salisburgo a sede arcivescovile e la nomina del fidato vescovo Arno a titolare di quella sede. Il papa prese atto, non tentò neanche di riappropriarsi di quello che doveva essere un suo privilegio e accondiscese al piano di Carlo, semplicemente attuandolo. Nel 799 il re franco esorbitò nuovamente dalle sue funzioni regie convocando e presiedendo ad Aquisgrana un concilio (una sorta di duplicato di quello di Francoforte del 794) in cui il dotto teologo Alcuino di York confutò, con la tecnica della disputa, le tesi del vescovo Felice di Urgell, il promotore dell'eresia adozionista che si stava di nuovo diffondendo. Alcuino ne uscì vincitore, Felice di Urgell ammise la sconfitta, abiurò alle sue tesi e fece atto di fede, con una lettera che indirizzò anche ai suoi fedeli. Successivamente fu inviata una commissione nella Francia meridionale, terra di diffusione dell'adozionismo, con il compito di ristabilire l'obbedienza alla Chiesa di Roma. In tutto ciò il papa, a cui sarebbe spettata in prima persona la convocazione del concilio e la predisposizione dell'ordine del giorno, fu poco più che spettatore. 
Altra questione teologica che vide prevalere Carlo Magno a discapito del pontefice (alcuni anni più tardi, quando era già stato incoronato imperatore) fu quella del filioque. Nella formulazione del testo tradizionale del Credo era usata la formula in base alla quale lo Spirito Santo discende dal Padre attraverso il Figlio e non, paritariamente, dal Padre e dal Figlio (in latino, appunto, filioque) come veniva usata in Occidente. Il papa stesso, in ossequio alle deliberazioni dei concili che così avevano stabilito, riteneva valida la versione greca (che, tra l'altro, non prevedeva la recita del Credo durante la Messa), ma volle ugualmente sottoporre la questione al parere di Carlo Magno. L'imperatore, nel novembre dell'809, convocò ad Aquisgrana un concilio della Chiesa franca, che dichiarò il Filioque dottrina della Chiesa e ordinò il canto del Credo con tale inciso nella messa. Leone, convocata a sua volta un'assemblea di vescovi nell'anno seguente, rifiutò di prenderne atto (forse anche per evitare contrasti con la Chiesa d'Oriente), e per circa due secoli la Chiesa romana utilizzò una formulazione diversa da quella delle altre Chiese occidentali, finché, verso l'anno 1000, non venne finalmente ritenuta corretta e accettata la versione stabilita dall'imperatore franco, giunta fino a oggi.

### Relazioni con altri regni cristiani
Leone aiutò il reinsediamento del re anglosassone Eardwulf di Northumbria (808-811 o 830) e appianò diverse dispute tra l'arcivescovo di York e quello di Canterbury.

## Culto
Leone III morì il 12 giugno 816. La sua celebrazione liturgica ricorre in quella data.
Nel 1673 il suo nome fu inserito da papa Clemente X nel Martirologio Romano. La ricorrenza è stata eliminata dal calendario liturgico durante la revisione liturgica del 1953, ma è mantenuta tuttora dall'attuale edizione del Martirologio Romano, che così lo ricorda:
«12 giugno - A Roma presso san Pietro, san Leone III, papa, che conferì a Carlo Magno, re dei Franchi, la corona del Romano Impero e si adoperò con ogni mezzo per difendere la retta fede e la dignità divina del Figlio di Dio. »